# Yon
Pour l’article ayant un titre homophone, voir Ion.
Pour le saint catholique, voir saint Yon.
L'Yon est une rivière française du département de la Vendée, en région Pays de la Loire. C'est l'un des deux plus importants affluents du Lay, le principal fleuve côtier de ce département.

## Hydronymie
Selon la tradition, l'hydronyme Yon porterait le nom d'un confesseur de la foi venu, sous le principat d'Aurélien dans la seconde moitié du IIIe siècle, se réfugier dans une grotte creusée à flanc de coteau, sur les bords de la rivière, au village de la Simbrandière, au sud et proche de La Roche-sur-Yon.

## Géographie
Selon le Sandre, l'Yon prend sa source à 101 mètres d'altitude, en limite des communes de La Ferrière et de Saint-Martin-des-Noyers, à l'est du lieu-dit les Grandes Portes. Selon Google Maps, la source se situerait 650 mètres plus au nord-ouest, à 98 mètres d'altitude, sur le territoire de Saint-Martin-des-Noyers, en forêt domaniale du Bocage vendéen.
Il traverse la ville de Dompierre-sur-Yon et entre dans la retenue d'eau de Moulin Papon, qui alimente la ville de La Roche-sur-Yon en eau potable. Il traverse également La Roche-sur-Yon, la préfecture du département.
La rivière se jette dans le Lay à 2 mètres d'altitude, en limite des communes du Champ-Saint-Père et de Rosnay, 750 mètres au nord-est du lieu-dit Noailles.
S'écoulant globalement du nord au sud, l'Yon est long de 55,75 km. Avec un dénivelé de 99 mètres, sa pente moyenne s'établit à 1,73 mètre par kilomètre.

### Communes traversées
Dans le seul département de la Vendée, l'Yon traverse dix communes, soit d'amont vers l'aval : Saint-Martin-des-Noyers (source), La Chaize-le-Vicomte (source), La Ferrière, Dompierre-sur-Yon, La Roche-sur-Yon, Nesmy, Rives de l'Yon, Le Tablier, Le Champ-Saint-Père (confluence avec le Lay) et Rosnay (confluence avec le Lay).

### Affluents et nombre de Strahler
Parmi les quarante-quatre affluents que le Sandre répertorie pour l'Yon, les trois plus longs sont :
- le Riot (également appelé ruisseau du Plessis et ruisseau des Astiers) en rive gauche avec 11,52 km[3] ;
- la Riaillée en rive gauche avec 11,95 km[4] ;
- l'Ornay (ou Guyon dans sa partie amont) en rive droite, 16,85 km[5].

L'Ornay a plusieurs sous-affluents notamment la Soivre et le Vivier qui ont eux-mêmes des affluents.
De ce fait, le nombre de Strahler de l'Yon est de cinq.

### Bassin versant
Le bassin versant de l'Yon s'étend sur 1 641 km2 et trois zones hydrographiques :
- l'Yon de sa source au ruisseau de l'Ornay (non compris) ;
- ruisseau de l'Ornay et ses affluents ;
- l'Yon du ruisseau de l'Ornay (non compris) au Lay & le Lay de l'Yon au pont du gué de Noailles.

À sa confluence avec le Lay, il tangente une autre zone hydrographique, le Lay de la retenue de Marillet (non comprise) à l'Yon (non compris).
Ces quatre zones font partie du bassin DCE beaucoup plus étendu « La Loire, les cours d'eau côtiers vendéens et bretons ».

## Hydrologie

Le barrage et la retenue de Moulin Papon
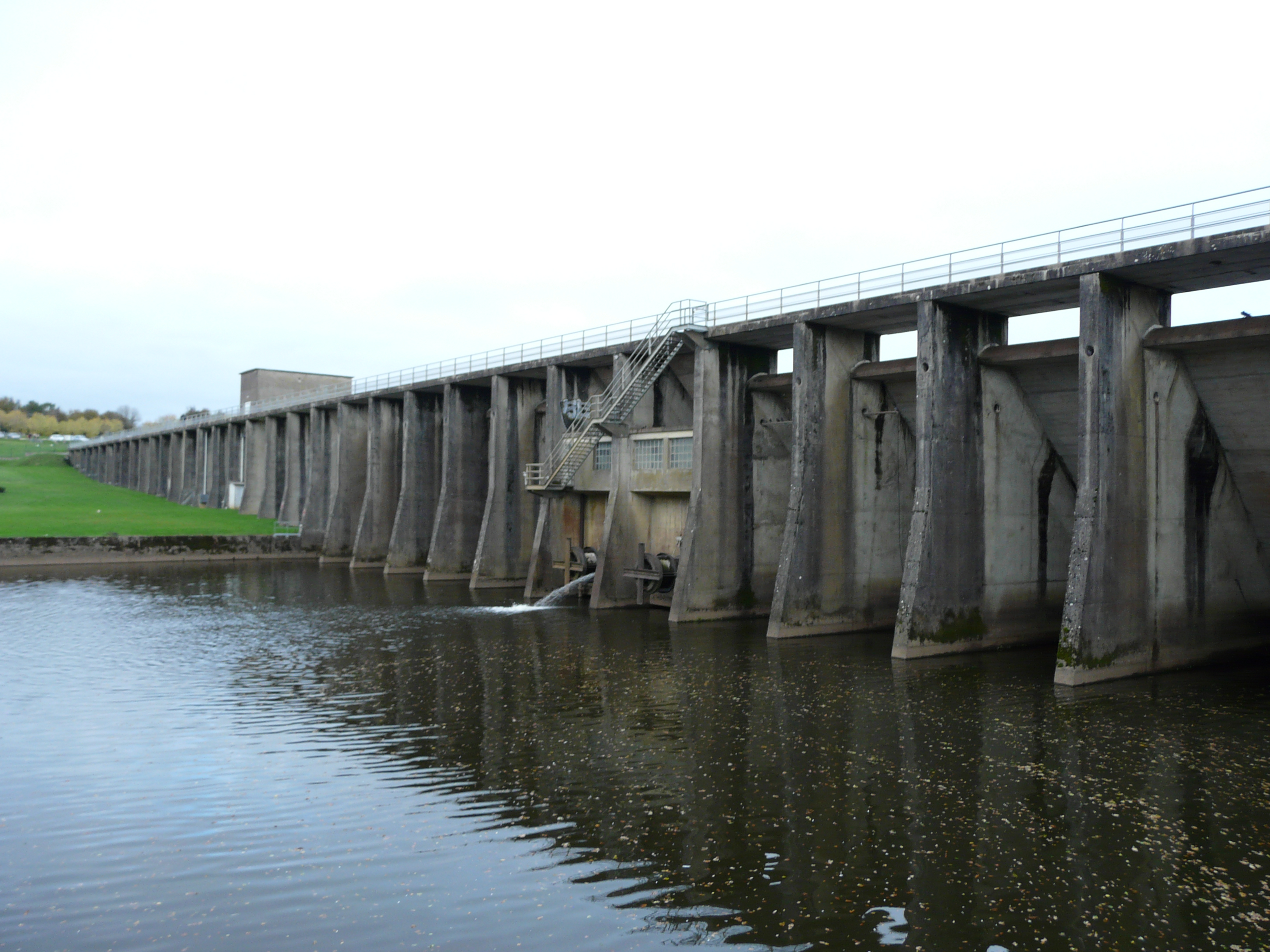
Le barrage de Moulin Papon.
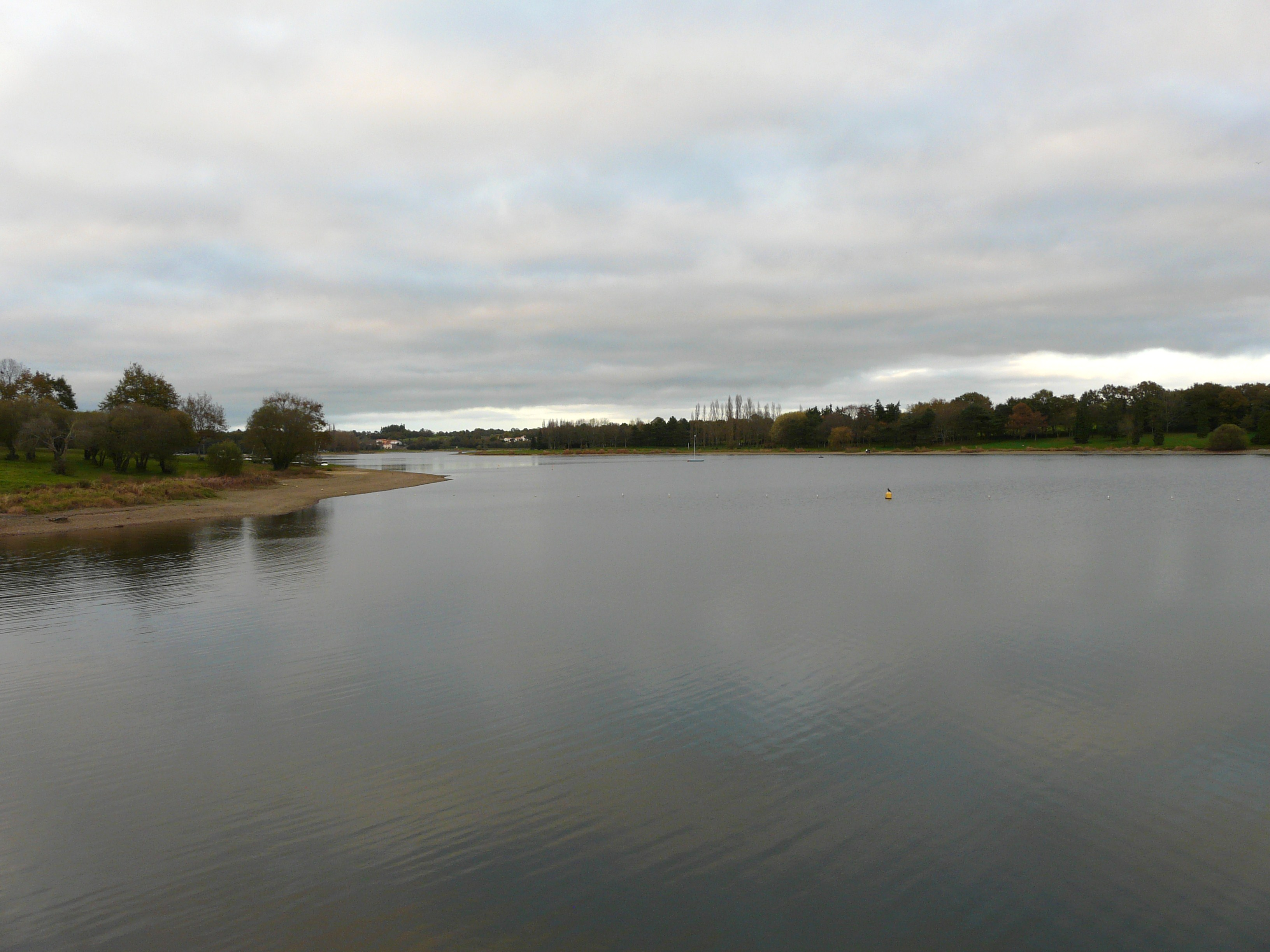
Le plan d'eau.